# Game On (exposition)
Pour les articles homonymes, voir Game On.

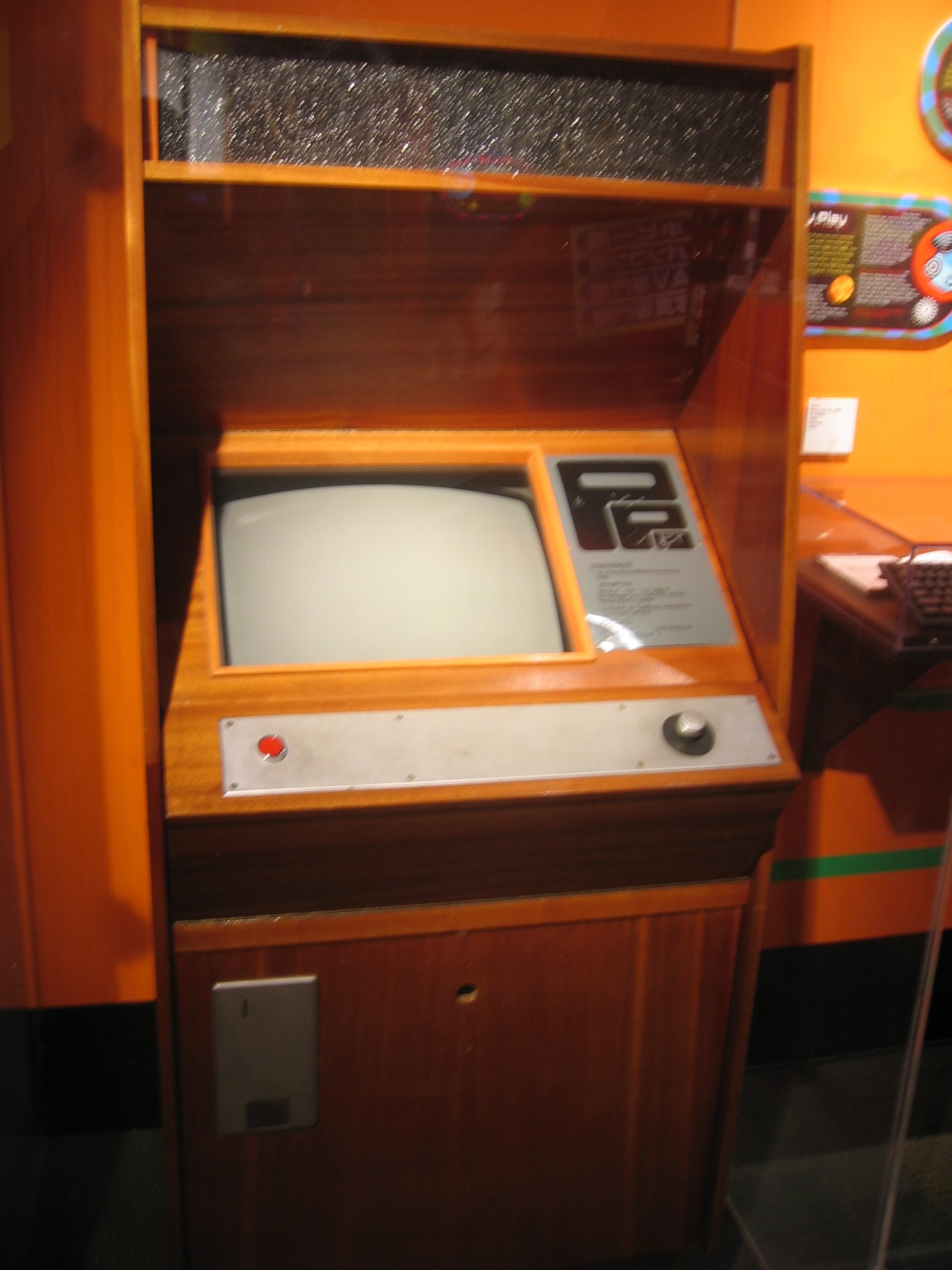
Le jeu d'arcade Poly Play, présenté lors du passage de l'exposition au Museum of Science and Industry de Chicago en 2005.

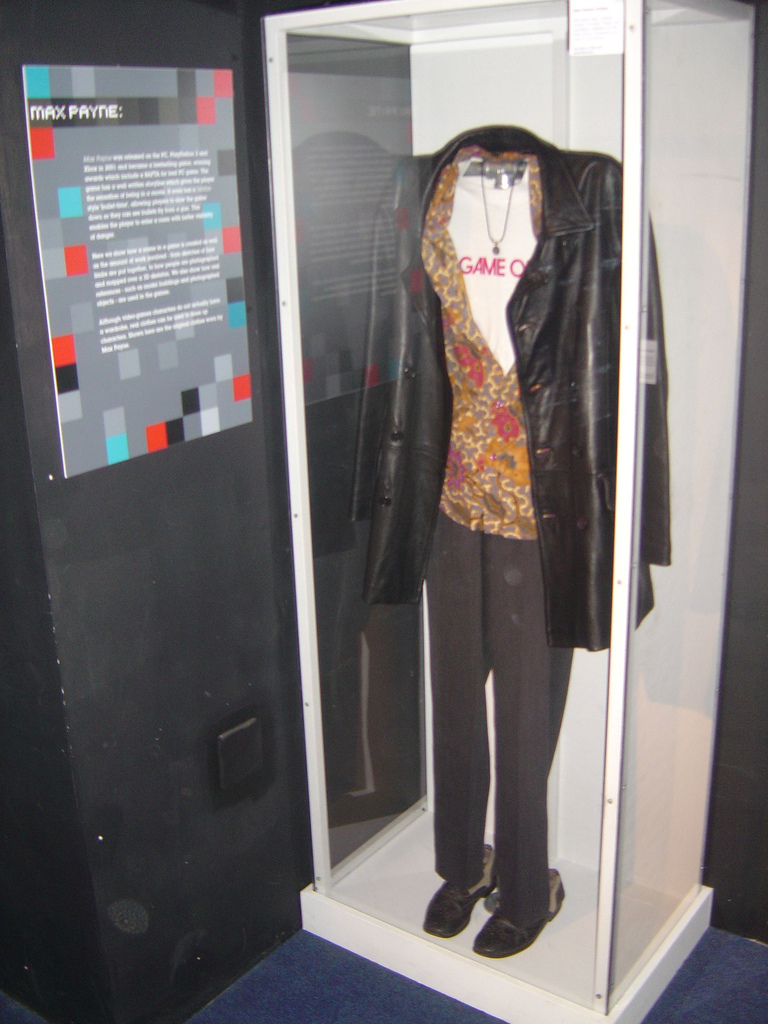
Les vêtements du personnage de jeu vidéo Max Payne, présentés lors du passage de l'exposition au Science Museum de Londres en 2006.

Game On est une exposition itinérante organisée par la Barbican Art Gallery, retraçant l'histoire du jeu vidéo depuis les premiers jeux d'arcade jusqu'à nos jours. Elle a été présentée pour la première fois à la Barbican Art Gallery, à Londres, en 2002, avant de tourner pendant plus de dix ans dans une vingtaine de villes du monde entier.

## Liste des expositions
L'exposition a été organisée successivement à :
| Institution                                     | Ville     | Pays        | Début             | Fin               |
| ----------------------------------------------- | --------- | ----------- | ----------------- | ----------------- |
| Barbican Art Gallery                            | Londres   | Royaume-Uni | 16 mai 2002       | 15 septembre 2002 |
| Royal Museum at the National Museum of Scotland | Édimbourg | Royaume-Uni | 17 octobre 2002   | 2 février 2003    |
| Tilburg Art Foundation                          | Tilbourg  | Pays-Bas    | 28 mai 2003       | 24 août 2003      |
| Musée des beaux-arts de Helsinki                | Helsinki  | Finlande    | 18 septembre 2003 | 14 décembre 2003  |
| Lille 2004 (capitale européenne de la culture)  | Lille     | France      | 19 mai 2004       | 8 août 2004       |
| Musée Eretz Israël                              | Tel-Aviv  | Israël      | 26 septembre 2004 | 1er janvier 2005  |
| Museum of Science and Industry                  | Chicago   | États-Unis  | 4 mars 2005       | 5 septembre 2005  |
| The Tech Museum of Innovation                   | San José  | États-Unis  | 30 septembre 2005 | 2 janvier 2006    |
| Museum of Science and Industry                  | Chicago   | États-Unis  | 1er février 2006  | 27 avril 2006     |
| Pacific Science Centre                          | Seattle   | États-Unis  | 26 mai 2006       | 31 août 2006      |
| Science Museum                                  | Londres   | Royaume-Uni | 20 octobre 2006   | 25 février 2007   |
| Cyberport                                       | Hong Kong | Chine       | 21 juillet 2007   | 7 octobre 2007    |
| Australian Centre for the Moving Image          | Melbourne | Australie   | 6 mars 2008       | 13 juillet 2008   |
| State Library of Queensland                     | Brisbane  | Australie   | 17 novembre 2008  | 15 février 2009   |
| National Science and Technology Museum          | Kaohsiung | Taïwan      | 18 juillet 2009   | 31 octobre 2009   |
| Caves de Cureghem                               | Bruxelles | Belgique    | 22 décembre 2009  | 18 avril 2010     |
| The Ambassador Theatre                          | Dublin    | Irlande     | 20 septembre 2010 | 30 janvier 2011   |
| Galerías Monterrey                              | Monterrey | Mexique     | 1er mai 2011      | 3 juillet 2011    |
| Museu da Imagen e do Som (MIS)                  | São Paulo | Brésil      | 10 novembre 2011  | 8 janvier 2012    |
| Centro Cultural Banco do Brasil (CCBB)          | Brasilia  | Brésil      | 26 janvier 2012   | 26 février 2012   |
| Museu de Arte Popular (MAP)                     | Lisbonne  | Portugal    | 16 mars 2012      | 29 juillet 2012   |

| Institution                                  | Ville      | Pays       | Début            | Fin               |
| -------------------------------------------- | ---------- | ---------- | ---------------- | ----------------- |
| Queen Victoria Museum and Art Gallery        | Launceston | Australie  | 3 juillet 2010   | 3 octobre 2010    |
| Technopolis                                  | Athènes    | Grèce      | 16 décembre 2010 | 16 mars 2011      |
| Oregon Museum of Science and Industry (OMSI) | Portland   | États-Unis | 2 juillet 2011   | 18 septembre 2011 |
| Kinokino                                     | Sandnes    | Norvège    | 25 février 2012  | 9 juin 2012       |